# Бланка Валуа
Бланка Валуа (фр. Blanche de Valois; 1316 — 1 августа 1348, Прага) — королева Чехии и Германии.

## Биография

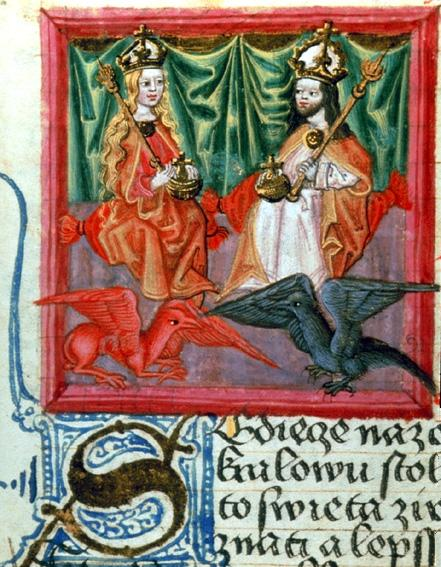
Бланка и Карл

Бланка была младшей дочерью графа Карла де Валуа от третьего брака с Матильдой де Шатильон. Среди её предков были правители Англии, Франции, Арагона и Бретани, её старшая сестра Мария была женой неаполитанского вице-короля Карла Калабрийского и матерью королевы Джованны. В 1323 году Бланка вышла замуж за своего ровесника Карла, сына чешского короля Иоганна Люксембургского.
Ещё при жизни императора Людвига IV Баварского, Карл с помощью папы Климента VI добился избрания 11 июля 1346 года пятью курфюрстами германским королём, однако это было признано не всеми. Тем временем отец Карла, будучи союзником французского короля Филиппа VI, 26 августа 1346 года принял участие в битве при Креси, где был убит. 2 сентября 1347 года Карл был коронован в качестве нового короля Чехии (под именем Карел I), а Бланка стала королевой.
11 октября 1347 года неожиданно скончался император Людвиг IV, и Карл в итоге смог стать признанным всеми королём Германии, но Бланка до этого уже не дожила, и как королева Германии не короновалась.

## Дети
- мальчик, который родился в 1334 году и умер во младенчестве
- Маргарита (25 мая 1335 — 7 сентября 1349); муж: (с 3 августа 1342 года) Лайош I Великий (5 марта 1326 — 10 сентября 1382), король Венгрии с 1342 года, король Польши с 1370 года
- Екатерина (август 1342 — 26 апреля 1395); 1-й муж: (с 3 июля 1357 года) Рудольф IV Великодушный (1 ноября 1339 — 27 июля 1365), герцог Австрии, Штирии и Каринтии с 1358 года, граф Тироля c 1363 года; 2-й муж: с 19 марта 1366 Оттон V фон Виттельсбах (1346 — 15 ноября 1379), курфюрст Бранденбурга (1365—1373), герцог Баварии с 1347 года